# Nieuwpoort-Bad
Nieuwpoort-Bad (Frans: Nieuport-les-Bains) is de kern van de West-Vlaamse stad Nieuwpoort, welke aan de kust is gelegen.

## Geschiedenis
Nieuwpoort-Bad is ontstaan na de opheffing van Nieuwpoort als garnizoensstad (1856) en de ontmanteling van de vestingwerken (1861-1866). Alle gronden aan de kust waren opgekocht door Benjamin Crombez en in 1864 werd de Société anonyme de Nieuport-Bains opgericht. Er kwam in hetzelfde jaar al een Pavillon des Bains, ofwel  een Kursaal, gereed. Er kwam een kleine pier en in 1865 werd Nieuwpoort-Bad met de stad verbonden via een verharde weg, waarover een verbinding met koetsen werd ingesteld. 
In 1867 bouwde Benjamin Crombez er een zomerverblijf. Vervolgens nam Crombez de ontwikkeling van de badplaats zelf ter hand. Een deel van het terrein werd verkaveld, de Zeedijk (boulevard) werd aangelegd, evenals, onder meer, het Herdrikaplein. De bedoeling was dat het een badplaats van aristocratische standing moest worden, zodat allerlei neringdoenden werden geweerd. Wel kwam er het Grand Hôtel des Bains, het Hôtel de la Digue en het Hôtel de la Plage en diverse andere. Er verscheen zelfs een eigen krant, namelijk Le Littoral Nieuport-Bains. De villagronden waren gereserveerd voor welgestelde relaties van Crombez.
In 1867 was al een spoorlijn van Diksmuide naar Nieuwpoort-Stad in gebruik genomen, en deze werd in 1869 tot Nieuwpoort-Bad doorgetrokken. In 1877 werd de voorloper van de Sint-Bernarduskerk opgericht waarin diverse gezindten hun eredienst konden houden. Dit gebouw was eigendom van Crombez en werd pas in 1907 aan het Bisdom Brugge verkocht. Het eenzijdige stempel dat Crombez op de badplaats drukte leverde kritiek op, zoals in 1904: Nieuport-Bains est trop correct, trop bien ordonné, trop agencé d'après le gout d'un seul ofwel: De plaats was overgeorganiseerd naar de smaak van een enkel persoon. Steeds meer mensen meden de badplaats, mede omdat andere badplaatsen tot ontwikkeling kwamen, welke goedkoper waren en minder streng gereglementeerd.
De ontwikkeling stagneerde daardoor enigszins en in 1893 droeg Benjamin Crombez zijn bevoegdheden over aan de S.A. Grands Hôtels et Villas de Nieuport-Bains. Deze ontwikkelingsmaatschappij zorgde voor verdere ontwikkeling van de badplaats. In 1902 stierf Benjamin Crombez. In deze jaren werd Nieuwpoort-Bad ook een pleisterplaats voor tal van kunstenaars.
Het uitbreken van de Eerste Wereldoorlog leidde tot verwoesting van de badplaats. De Slag om de IJzer vond in de onmiddellijke nabijheid plaats en Koning Albert I nam zijn intrek in de Villa Crombez, terwijl de Generale Staf ter vergadering bijeenkwam in het Grand Hôtel des Bains. Beide gebouwen werden weldra verwoest.
Van 1922-1923 werd de badplaats weer opgebouwd. Er verrees een nieuwe Villa Crombez en ook werden voorzieningen gebouwd als Le Petit Casino en Le Grand Hôtel. Het laatste hotel bestaat tegenwoordig als de White Residence. Henri Crombez bouwde een nieuwe villa, tegenwoordig bekend als De Barkentijn.
Nieuwpoort-Bad, tot dan toe behorend tot de gemeente Oostduinkerke, werd in 1949 bij Nieuwpoort gevoegd. De plaats groeide vast aan de stad, met onder meer de Jachthavenwijk. Er verschenen ook appartementsgebouwen en vakantiewoningen. Het weinige duinengebied dat nog restte werd in 2013 beschermd als Duinengebied ten westen van Nieuwpoort-Bad.

## Trein en tram en bus
De spoorlijn, met het nummer 74, tussen stad en bad werd in 1952 al gesloten en in 1965 opgebroken. De rest van de lijn volgde in 1977. De oude spoorbaan is nu deels fietspad (Sportpad) en deels dienstweg havengeul.
De eerste NMVB-stoomtram reed in 1903 van stad naar bad, op de treinbaan. Op dat deel waren er twee spoorbreedtes. In 1929 werd de tramlijn elektrisch en doorgetrokken naar de Panne. In moderne vorm is dat nu de Kusttramlijn.Waar nu tramhalte Cardijnlaan is stak de trein schuin over. Een keer per dag rijdt er nog een bus (69), in één richting, naar Nieuwpoort-Stad. Vanaf Nieuwpoort-Stad rijden er meer buslijnen.

## Galerij

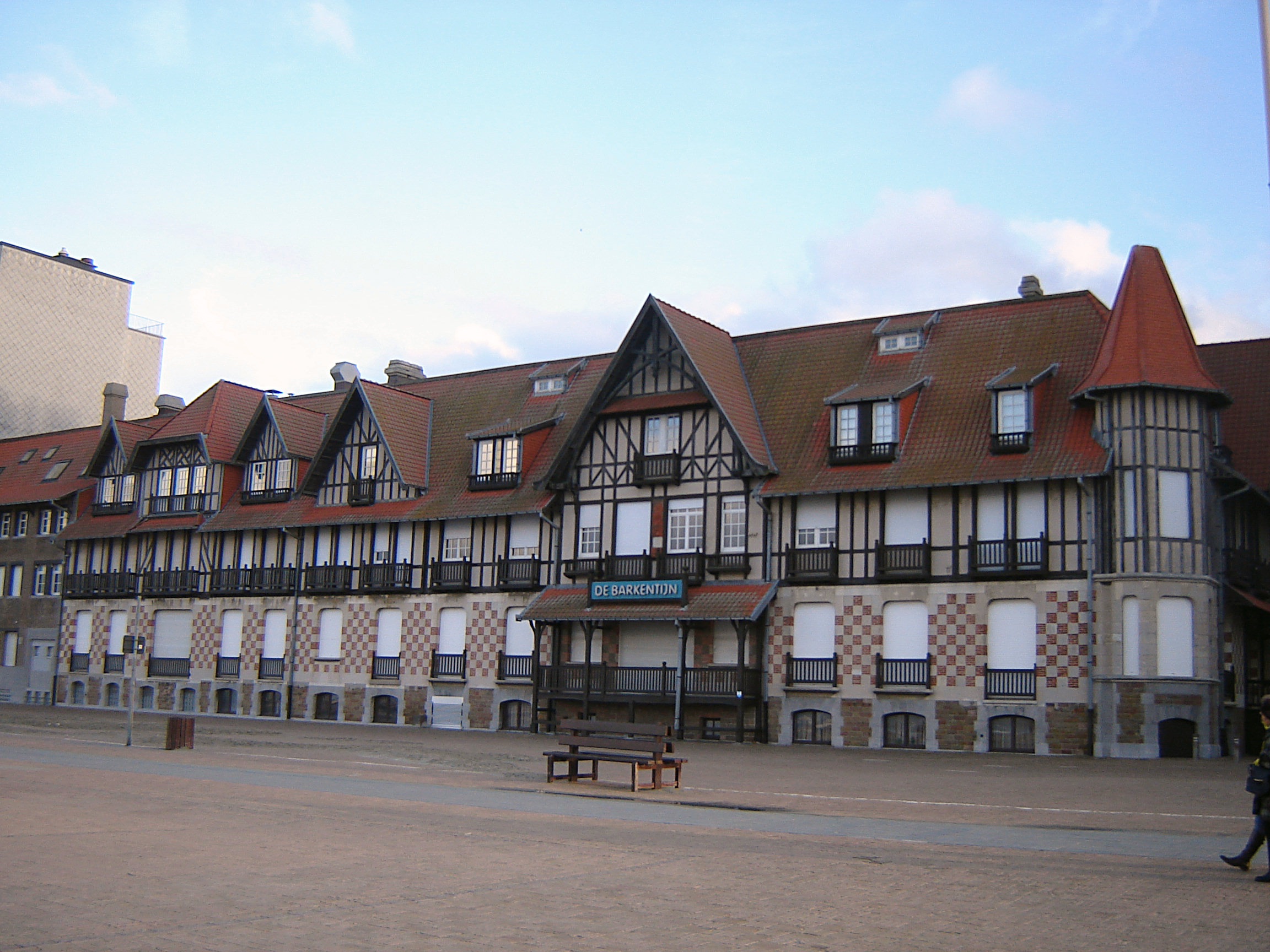
Villa Crombez
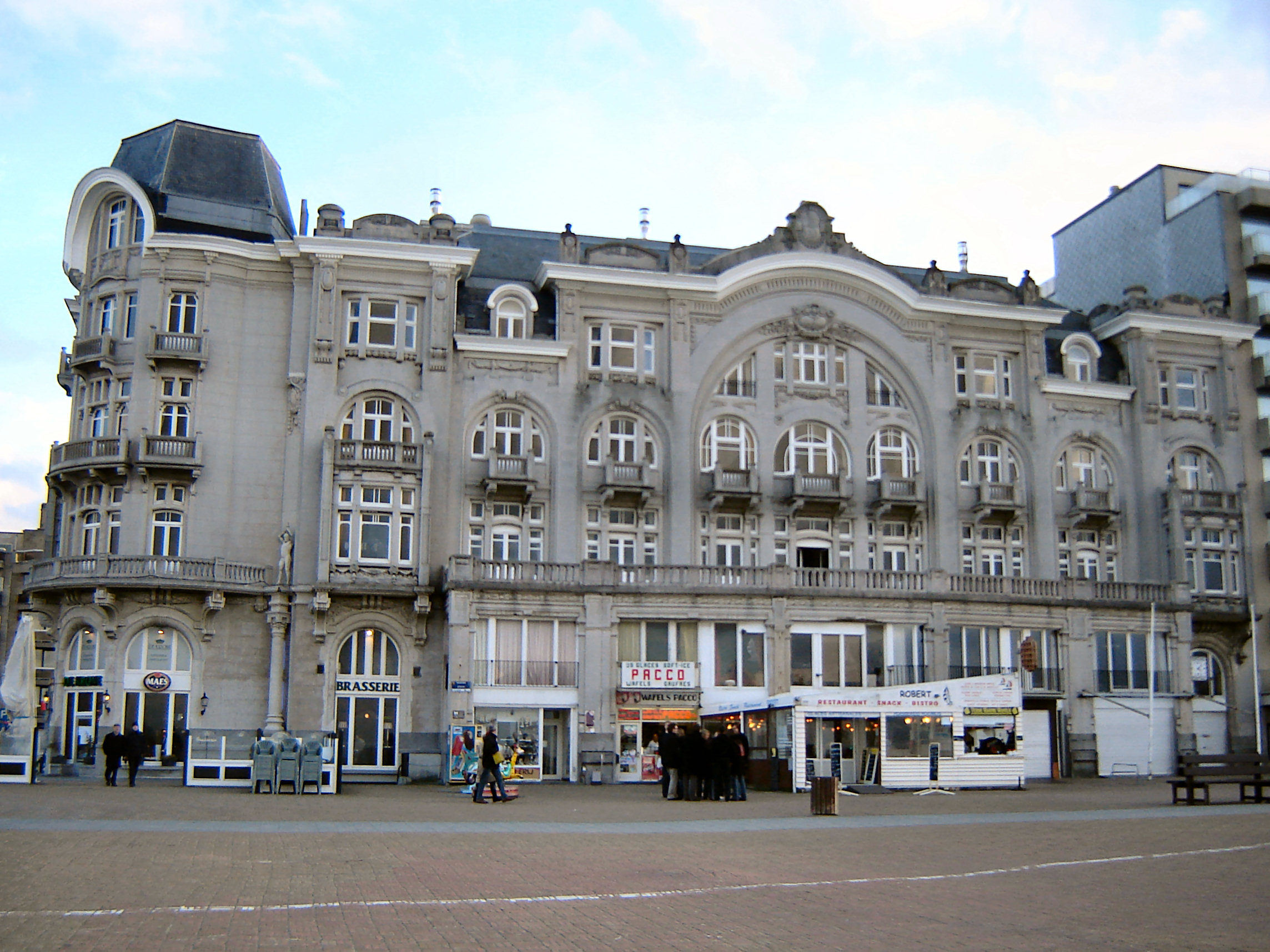
White Residence
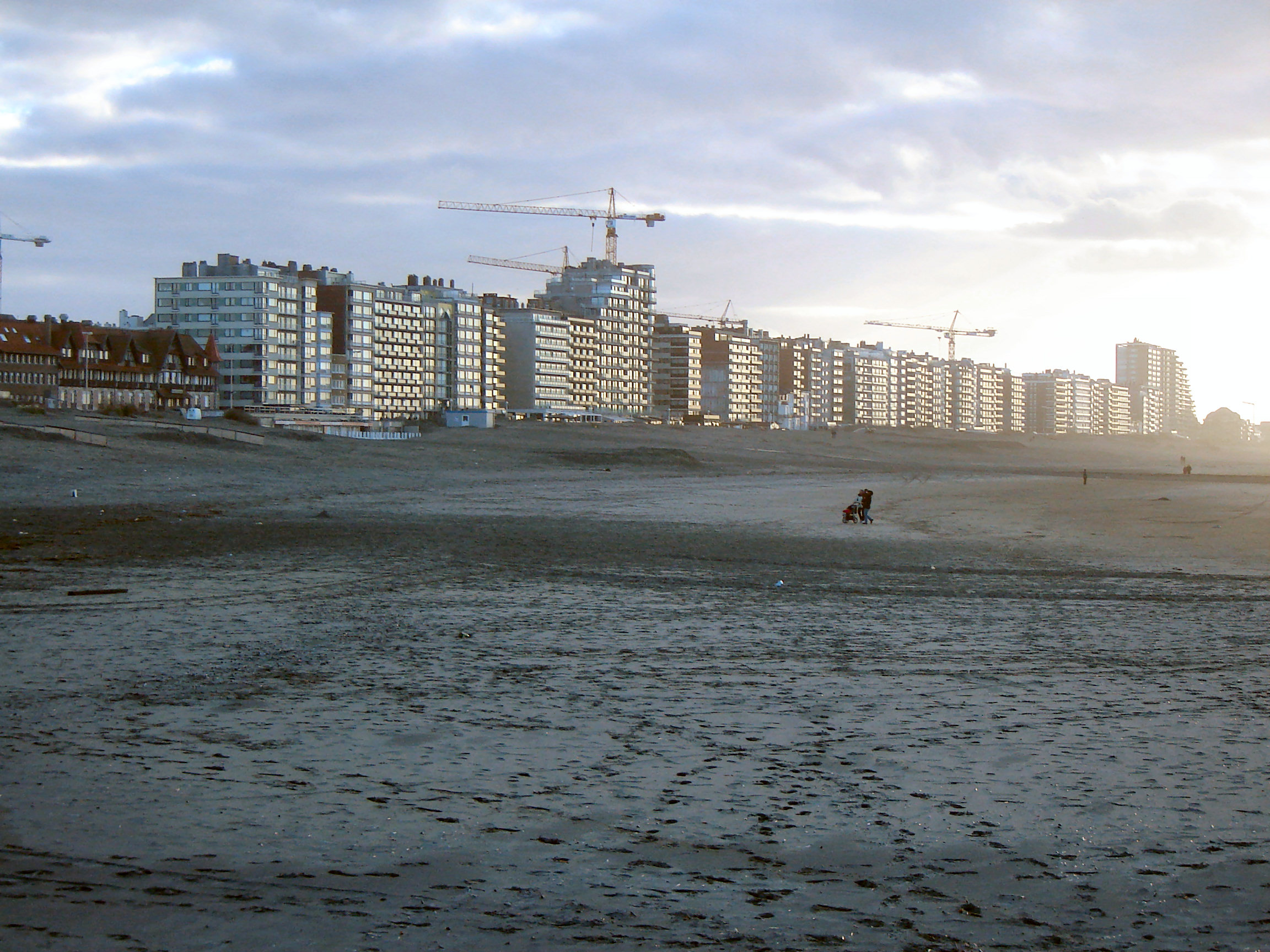
Appartementencomplexen
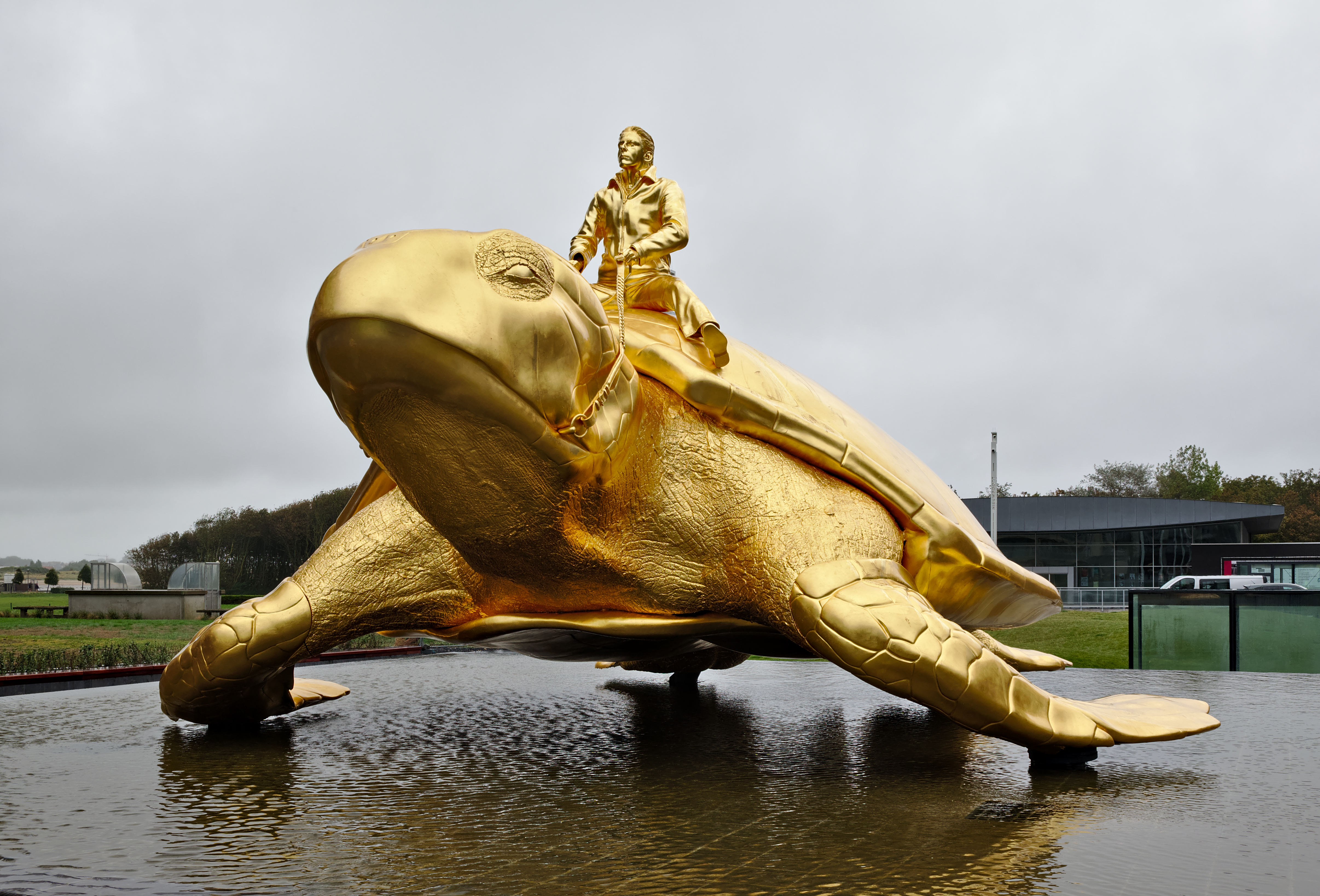
Searching for Utopia van Jan Fabre

## Nabijgelegen kernen
- Nieuwpoort-Stad, Oostduinkerke